# Stenocorus minutus
Stenocorus minutus là một loài bọ cánh cứng trong họ Cerambycidae.